# Américo Amorim
Américo Ferreira de Amorim GCIH • ComMAI (Mozelos, Santa Maria da Feira, 21 de julho de 1934 – Porto, 13 de julho de 2017) foi um  empresário português.

## Biografia
Um de sete irmãos, Américo Amorim ingressou na empresa de cortiça da família, por volta dos 19 anos. 
O jovem, que tinha terminado o antigo Curso Geral do Comércio, no Porto, acabara de herdar dos pais uma participação de 2,5% na Amorim & Irmãos, a sociedade proprietária da fábrica (o pai e a mãe dispunham de 20% da Amorim & Irmãos, quota que, após o seu falecimento, os oito filhos herdaram em partes iguais, ficando 2,5% para cada um).
A Amorim & Irmãos — hoje Corticeira Amorim — remontava à oficina de rolhas para garrafas de vinho do Porto, criada pelo avô António Alves Amorim, estabelecido em Gaia no ano de 1870.
A empresa familiar viria a conhecer dois grandes impulsos ao longo do século XX, primeiro pela mão de Henrique Amorim — um dos 11 filhos de António Amorim e, portanto, irmão do pai de Américo — e depois sob a liderança de Américo. 
A gestão de Henrique enfrentou as contingências da Segunda Guerra Mundial e um incêndio que, corria o ano de 1949, devastou a fábrica, na altura já com cerca de três centenas de operários. 
Já Américo conseguiria passar sem sobressaltos o período revolucionário do pós-25 de abril, fazendo negócios com as cooperativas criadas nas herdades ocupadas no Alentejo, e soube aproveitar a abertura de Portugal ao regime democrático.
Com os seus irmãos, Américo Amorim fundou a Corticeira Amorim e, posteriormente, a Ipocork e a Champcork, empresas do sector dos derivados da cortiça, orientadas para a exportação. Posteriormente tornou-se responsável executivo da holding Corticeira Amorim, que controla as empresas corticeiras e afins.
Através de outra holding, a Amorim - Investimentos e Participações, estendeu os seus investimentos aos sectores da energia, do turismo e da finança, sendo um dos principais accionistas do Banco BIC Português, a terceira maior instituição bancária de Angola.
Em nome individual, Amorim teve participações sociais de relevo na Galp Energia e no Banco Popular Español, onde foi terceiro maior accionista.
Foi cônsul-geral honorário da Hungria em Portugal.
Na sequência de complicações de saúde que o vinham afetando, foi operado ao coração seis vezes em poucos meses, tendo vindo a falecer a 13 de julho de 2017,
aos 82 anos de idade, em sua casa no Porto, vítima de uma pneumonia.

## Prêmios e condecorações
Da Presidência da Republica Portuguesa recebeu as seguintes distinções:
- A 24 de novembro de 1983 foi agraciado como Comendador da Ordem Civil do Mérito Agrícola e Industrial (Classe Industrial), por Mário Soares;
- A 30 de janeiro de 2006 foi agraciado com a Grã-Cruz da Ordem do Infante D. Henrique, por Jorge Sampaio[5]

A 16 de janeiro de 1997 foi feito 121.º Sócio Honorário do Ginásio Clube Figueirense

## Fortuna
Segundo a lista de 2010 da revista Forbes, tornou-se no homem mais rico de Portugal, com uma fortuna avaliada em 4,0 mil milhões de dólares, ultrapassando o até então mais rico Belmiro de Azevedo. Em 2009, a sua fortuna caiu 25%, para 2 mil milhões de euros, decorrente de fraco desempenho em investimentos na área financeira, mantendo-se contudo como o mais rico do país. Na edição da Forbes de 2010, surge na 212.ª posição na lista das personalidades mais ricas do mundo, com uma fortuna avaliada em 4,0 mil milhões de dólares.
Novamente pela revista Forbes, em 2011 é declarado o mais rico de Portugal e um dos 200 homens mais ricos do mundo. Valia 5 100 milhões de dólares (3 600 milhões de euros), mais 1 100 milhões (791 milhões de euros) do que os 4 mil milhões de dólares (2 800 milhões de euros) de 2010.
Em 24 de agosto de 2011, tendo sido questionado pelo Jornal de Negócios acerca da disponibilidade para o pagamento de um imposto extraordinário sobre as grandes fortunas, declara não considerar-se rico. "Não me considero rico. Sou trabalhador", afirmou.
Em 2012, ocupou o segundo lugar das pessoas mais ricas de Portugal, depois de a sua fortuna cair 24,4% para 1,9 mil milhões de euros, perdendo o primeiro lugar para Alexandre Soares dos Santos.
Em 2015, foi novamente declarado o homem mais rico de Portugal, com uma fortuna avaliada em 2,5 mil milhões de euros e, em 2016, acima dos 3 mil milhões.